# Desierto de Ferlo
Desierto de Ferlo (también Fouta Ferlo) es un desierto en el África occidental parte de la república de Senegal.
Esta al sur de la cuenca del Senegal y posee 70.000 kilómetros cuadrados, está situado en la zona norte del país y forma parte del Sahel.  Con escasa vegetación no es inferior a un tercio de la superficie total de Senegal. El área toma su nombre del río del mismo, Ferlo.